# Hydrocotyle rhombifolia
Hydrocotyle rhombifolia är en växtart i släktet Hydrocotyle och familjen araliaväxter.
Arten förekommer i New South Wales i Australien. Den beskrevs av Ferdinand von Mueller 1871. Dess status som giltig art är oklar.